# Yasuzo Masumura
Yasuzo Masumura (増村 保造, Masumura Yasuzō, 25 d'agost de 1924 – 23 de novembre de 1986) va ser un director de cinema i guionista japonès.

## Biografia
Masumura va néixer a Kofu, Yamanashi. Després de fer un curs de dret a la Universitat de Tòquio, va treballar com a ajudant de direcció a l'estudi Daiei Film, després va tornar a la universitat per a estudiar filosofia, es va graduar el 1949. Després va guanyar una beca que li va permetre estudiar cinema a Itàlia, en el Centre Sperimentale di Cinematografia sota Michelangelo Antonioni, Federico Fellini i Luchino Visconti.
Masumura va tornar al Japó el 1953. A partir de 1955, va treballar com a director de segona unitat en pel·lícules dirigides per Kenji Mizoguchi, Kon Ichikawa i Daisuke Ito, abans de dirigir la seva primera pel·lícula titulada, Kuchizuke, el 1957. Durant les tres dècades següents, va dirigir 58 pel·lícules en una varietat de gèneres.

## Llegat
El crític de cinema japonès Shigehiko Hasumi va dir: "El jove i influent cineasta Shinji Aoyama va declarar que Masumura és el cineasta més important de la història del cinema japonès de postguerra".

## Filmografia

### Cinema
- 1957: くちづけ (Kuchizuke)
- 1957: 青空娘 (Aozora musume)
- 1957: 暖流 (Danryū)
- 1958: 氷壁 (Hyōheki)
- 1958: 巨人と玩具 (Kyojin to gangu)
- 1958: 不敵な男 (Futeki na otoko)
- 1958: 親不幸通り (Oyafukō dōri)
- 1959: 最高殊勲夫人 (Saikō shukun fujin)
- 1959: 氾濫 (Hanran)
- 1959: 美貌に罪あり (Bibō ni tsumi ari)
- 1959: 闇を横切れ (Yami o yokogire)
- 1960: 女経 (Jokyō)
- 1960: からっ風野郎 (Karakkaze yarō)
- 1960: 足にさわった女 (Ashi ni sawatta onna)
- 1960: 偽大学生 (Nise daigakusei)
- 1961: '恋にいのちを (Koi ni inochi o)
- 1961: 好色一代男 (Kōshoku ichidai otoko)
- 1961: 妻は告白する (Tsuma wa kokuhaku suru)
- 1961: うるさい妹たち (Urusai imōtotachi)
- 1962: 爛 (Tadare)
- 1962: 黒の試走車 (Kuro no tesuto kā)
- 1962: 女の一生 (Onna no isshō)
- 1963: 黒の報告書 (Kuro no hōkokusho)
- 1963: 嘘 (Uso)
- 1963: れん隊純情派 (Gurentai junjōha)
- 1964: 現代インチキ物語 (Gendai inchiki monogatari: Damashiya)
- 1964: 女の小箱」より 夫が見た (Otto ga mita 'Onna no kobako' yori)
- 1964: 卍 (Manji)
- 1964: 黒の超特急 (Kuro no chōtokkyū)
- 1965: 兵隊やくざ (Heitai yakuza)
- 1965: 清作の妻 (Seisaku no tsuma)
- 1966: 刺青 (Irezumi)
- 1966: 陸軍中野学校 (Rikugun Nakano gakkō)
- 1966: 赤い天使 (Akai tenshi)
- 1967: Tsuma futari (妻二人)
- 1967: 痴人の愛 (Chijin no ai)
- 1967: 華岡青洲の妻 (Hanaoka Seishū no tsuma)
- 1968: 大悪党 (Dai akutō)
- 1968: セックス・チェック 第二の性 (Sekkusu chekku: Daini no sei)
- 1968: 積木の箱 (Tsumiki no hako)
- 1968: 濡れた二人 (Nureta futari)
- 1969: 盲獣 (Mōjū)
- 1969: 千羽鶴 (Senba zuru)
- 1969: 女体 (Jotai)
- 1970: でんきくらげ (Denki kurage)
- 1970: やくざ絶唱 (Yakuza zesshō)
- 1970: しびれくらげ (Shibirekurage)
- 1971: 遊び (Asobi)
- 1972: 新兵隊やくざ 火線 (Shin heitai yakuza: Kasen)
- 1972: 音楽 (Ongaku)
- 1973: 御用牙 かみそり半蔵地獄責め (Goyōkiba: Kamisori Hanzō jigoku zeme)
- 1974: 悪名 縄張荒らし (Akumyō: Shima arashi)
- 1975: 動脈列島 (Dōmyaku rettō)
- 1976: 大地の子守唄 (Daichi no komoriuta)
- 1978: 曽根崎心中 (Sonezaki shinjū)
- 1980: エデンの園 (Eden no sono)
- 1982: この子の七つのお祝に (Kono ko no nanatsu no oiwai ni)

### Televisió
- 1980: Akai shisen (赤い死線)

## Reconeixements
- Premi Blue Ribbon a la millor pel·lícula de 1977 per Daichi no komoriuta.
- 10è Festival Internacional de Cinema de Berlín: Nominada a la selecció oficial per Jokyo.